# Fanny Hult

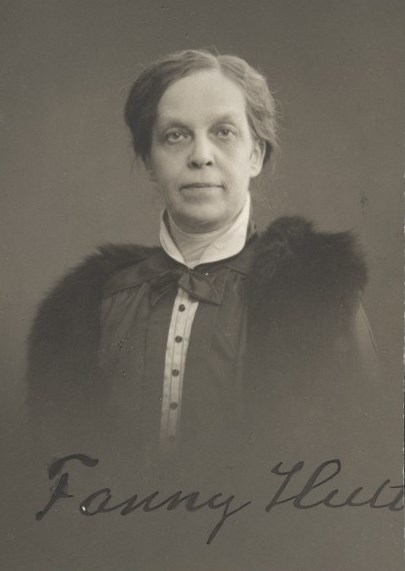
Fanny Hult.

Fanny Magdalena Hult, född 3 februari 1861 i Kuopio, död 30 november 1945 i Helsingfors, var en finländsk marthaledare. Hon var dotter till Anders Edvin Nylander och Rosalie Kellgren.
Efter sin makes, geografen Ragnar Hults, frånfälle 1899 ägnade sig Hult helt åt verksamhet inom martharörelsen, som grundades ungefär samtidigt. Hon var Marthaförbundets sekreterare 1899–1904 och dess ordförande 1904–1924. Då organisationen sistnämnda år uppdelades på språklig grund blev hon ordförande för Finlands svenska Marthaförbund, en post som hon innehade till 1930. Martharörelsens utomordentliga framgång i svenskbygderna var i hög grad hennes förtjänst.

## Verk
- På Sommarö (1903)[1]
- Eugen Schauman (1905)